# Моя ліва нога
«Моя ліва нога: Історія Крісті Брауна» — біографічна комедійно-драматична стрічка 1989 року режисера Джима Шеридана (його режисерський дебют), адаптована Шериданом та Шейном Коннотоном за мотивами мемуарів Крісті Брауна 1954 року. Спільне виробництво Ірландії та Великої Британії. У фільмі Деніел Дей-Льюїс грає Брауна, ірландця, який народився з церебральним паралічем і міг керувати лише лівою ногою. Браун виріс у бідній робітничій родині та став письменником і художником. Також у фільмі знялися Бренда Фрікер, Рей Макеналлі, Г'ю О'Конор, Фіона Шоу та Сиріл К'юсак.
Фільм вийшов у кінотеатрах 24 лютого 1989 року, отримав схвальні відгуки критиків і комерційний успіх, зібравши 14,7 мільйона доларів за бюджету в 600 000 фунтів стерлінгів. Рецензенти високо оцінили сценарій та режисуру фільму, його ідею та особливо гру Дей-Льюїса та Фрікера. На 62-й церемонії вручення премії «Оскар» фільм отримав п'ять номінацій, зокрема «найкращий фільм», а Дей-Льюїс і Фрікер перемогли в номінаціях «найкращий актор» та «найкраща жіночу роль другого плану» відповідно. 2018 році Британський інститут кінематографії поставив його на 53-тє місце серед найкращих британських фільмів XX століття.

## Сюжет
1932 році в дублінській родині з 15 дітей народився Крісті Браун. Лікарі виявили в нього важку форму церебрального паралічу. Крісті не може ходити чи говорити. Його любить і підтримує його родина, особливо мама. Одного разу під час пологів мати Крісті падає сходами, і Крісті виявляється єдиною людиною вдома, яка це бачила. Він попросив кількох сусідів допомогти. Батько Крісті ніколи не вірив, що з Крісті щось вийде, але пишається ним, побачивши, як він лівою ногою, єдиною частиною тіла, яку може повністю контролювати, написав крейдою на підлозі слово «мати».
Крісті пробує малювати. Друзі залучають його до своїх занять, таких як вуличний футбол, але коли він малює картину та дарує її дівчині, яка йому подобається, вона повертає її. Пізніше його батько втрачає роботу, і сім'я стикається з надзвичайно важкими труднощами, тому Крісті розробляє план, як допомогти братам красти вугілля, засмутивши цим матір. Мати Крісті, яка поступово збирала заощадження в бляшанці біля каміна, нарешті збирає достатньо, щоб купити йому інвалідний візок.
Потім Крісті знайомиться з Ейлін Коул, яка відводить його до своєї школи для пацієнтів з церебральним паралічем і вмовляє подругу провести виставку його робіт. Крісті закохується в Коул, але коли під час вечері дізнається, що вона заручена, думає про самогубство. Його мати допомагає йому побудувати для себе приватну студію, але невдовзі після цього його батько помирає від інсульту, і під час поминок Крісті влаштовує бійку. Від цього моменту Крісті починає писати автобіографію «Моя ліва нога». Коул повертається, і вони відновлюють дружбу. Пізніше Крісті відвідує благодійний захід, де зустрічає свою кураторку, медсестру на ім'я Мері Карр. Вона починає читати його автобіографію. Він просить Мері піти з ним, і потім вони щасливо разом залишають свято.

## У ролях
| Актор            | Роль                                                          |
| ---------------- | ------------------------------------------------------------- |
| Денієл Дей-Льюїс | Крісті Браун чоловік, який народився з церебральним паралічем |
| Г'ю О'Конор      | молодий Крісті Браун                                          |
| Бренда Фрікер    | Бріджит Фейган Браун мати Крісті                              |
| Рей Макеналлі    | Патрік Браун батько Крісті                                    |
| Фіона Шоу        | Ейлін Коул опікунка Крісті                                    |
| Кірстен Шерідан  | Шерон Браун сестра Крісті                                     |
| Елісон Вілан     | Шейла Браун сестра Крісті                                     |
| Еанна Макліам    | Бенні Браун брат Крісті                                       |
| Деклан Кроган    | Том Браун брат Крісті                                         |
| Марі Конмі       | Седі Браун сестра Крісті                                      |
| Сиріл Кьюсак     | лорд Каслвелленд                                              |
| Фелім Дрю        | Браян Браун брат Крісті                                       |
| Ейлін Колган     | Нан                                                           |
| Рут Маккейб      | Мері Карр помічниця Крісті та його майбутня дружина           |
| Едріан Данбар    | Пітер наречений Коул                                          |

## Виробництво
Дей-Льюїс зацікавився проєктом, коли прочитав вступну сцену, де він, у ролі Брауна, лівою ногою кладе платівку на програвач, а потім ставить на неї голку, щоб прослухати її. Він сказав про цю сцену: «Я знав, що це неможливо зробити… і це мене заінтригувало». Багато сцен знімалися віддзеркалено, оскільки він міг лише правою ногою виконувати дії, показані у фільмі. Готуючись до знімань, він провів деякий час в альма-матер Брауна в Дубліні. Пізніше, отримавши премію «Оскар», він повернувся туди з візитом.
Дей-Льюїс був відомий своєю надзвичайно методичною акторською грою і наполягав на тому, щоб залишатися в ролі під час виробництва фільму, відмовляючись робити щось, що не міг зробити Браун. Це означало, що членам знімальної групи довелося переміщувати актора в інвалідному візку, пересаджувати його через перешкоди та навіть годувати.

## Прийняття

### Відгуки критиків
Фільм отримав широке схвалення критиків. На вебсайті агрегатора рецензій Rotten Tomatoes 98 % із 44 відгуків критиків — позитивні зі середнім рейтингом 8,2/10. У висновку вебсайту зазначено: «Безсумнівно, більшість прийде на фільм »Моя ліва нога" через гру Деніела Дей-Льюїса, але відмова фільму від песимізму надовго залишить його в пам'яті глядачів пізніше". Metacritic, який використовує середньозважену оцінку, присвоїв фільму оцінку 97 зі 100 на основі 18 відгуків, указавши на «загальне визнання».
Роджер Еберт поставив фільму чотири зірки з чотирьох, написавши: «Моя ліва нога — чудовий фільм із багатьох причин, але найважливіша — він дає нам повну картину життя цієї людини. Це не надихаючий фільм, хоча він і надихає. Це не фільм, що викликає співчуття, хоча він і вселяє співчуття. Це історія впертого, складного, благословенного та обдарованого чоловіка, якому не пощастило, який зробив блискучу кар'єру та залишив нам кілька гарних книг, кілька гарних картин і приклад своєї мужності. Безумовно, це було нелегко».
2015 року видання The Hollywood Reporter опитало сотні членів академії, попросивши їх переголосувати щодо минулих суперечливих рішень. Члени Академії заявили, що якби їм дали другий шанс, вони б присудили премію «Оскар» 1990 року за найкращий фільм фільму «Моя ліва нога», а не фільму «Водій міс Дейзі».

### Нагороди
| Нагорода                             | Дата церемонії            | Категорія                                      | Одержувач(і)                 | Result    |
| ------------------------------------ | ------------------------- | ---------------------------------------------- | ---------------------------- | --------- |
| Кінопремія «Оскар»                   | 26 березня 1990           | найкращий фільм                                | Ноель Пірсон                 | Номінація |
| Кінопремія «Оскар»                   | 26 березня 1990           | найкраща режисерська робота                    | Джим Шерідан                 | Номінація |
| Кінопремія «Оскар»                   | 26 березня 1990           | найкраща чоловіча роль                         | Денієл Дей-Льюїс             | Перемога  |
| Кінопремія «Оскар»                   | 26 березня 1990           | найкраща жіноча роль другого плану             | Бренда Фрікер                | Перемога  |
| Кінопремія «Оскар»                   | 26 березня 1990           | найкращий адаптований сценарій                 | Шейн Коннотон і Джим Шерідан | Номінація |
| Премія БАФТА у кіно                  | 11 березня 1990           | найкращий фільм                                | Моя ліва нога                | Номінація |
| Премія БАФТА у кіно                  | 11 березня 1990           | найкраща чоловіча головна роль                 | Денієл Дей-Льюїс             | Перемога  |
| Премія БАФТА у кіно                  | 11 березня 1990           | найкраща чоловіча другорядна роль              | Рей Макеналлі(посмертно)     | Перемога  |
| Премія БАФТА у кіно                  | 11 березня 1990           | найкращий адаптований сценарій                 | Шейн Коннотон і Джим Шерідан | Номінація |
| Премія БАФТА у кіно                  | 11 березня 1990           | найкращий грим і зачіски                       | Кен Дженнінгс                | Номінація |
| Європейський кіноприз                | 25 листопада 1989         | найкращий дебютний фільм                       | Моя ліва нога                | Номінація |
| Європейський кіноприз                | 25 листопада 1989         | найкращий режисер                              | Джим Шерідан                 | Номінація |
| Європейський кіноприз                | 25 листопада 1989         | найкращий актор                                | Денієл Дей-Льюїс             | Номінація |
| Золотий глобус                       | 20 січня 1990             | найкраща чоловіча роль — драма                 | Денієл Дей-Льюїс             | Номінація |
| Золотий глобус                       | 20 січня 1990             | найкраща жіноча роль другого плану — кінофільм | Бренда Фрікер                | Номінація |
| Незалежний дух                       | 24 березня 1990           | найкращий фільм іноземною мовою                | Моя ліва нога                | Перемога  |
| Асоціація кінокритиків Лос-Анджелеса | 16 січня 1990             | найкращий актор                                | Денієл Дей-Льюїс             | Перемога  |
| Асоціація кінокритиків Лос-Анджелеса | 16 січня 1990             | найкраща акторка другого плану                 | Бренда Фрікер                | Перемога  |
| Національна рада кінокритиків США    | 26 лютого 1990            | найкращі десять фільмів                        | Моя ліва нога                | Перемога  |
| Національна спілка кінокритиків США  | 8 січня 1990              | найкращий актор                                | Денієл Дей-Льюїс             | Перемога  |
| Спільнота кінокритиків Нью-Йорка     | 14 січня 1990             | найкращий фільм                                | Моя ліва нога                | Перемога  |
| Спільнота кінокритиків Нью-Йорка     | 14 січня 1990             | найкращий актор                                | Денієл Дей-Льюїс             | Перемога  |
| Премія Гільдії сценаристів Америки   | 18 березня 1990           | найкращий адаптований сценарій                 | Шейн Коннотон і Джим Шерідан | Номінація |
| Молодий актор (премія)               | березень або квітень 1990 | найкращий молодий актор другого плану у фільмі | Г'ю О'Конор                  | Перемога  |
| Молодий актор (премія)               | березень або квітень 1990 | найкращий фільм — драма                        | Моя ліва нога                | Номінація |